# Ластавичја кула
Ластавичја кула (пољ. Wieża Jaskółki) је роман пољског књижевника Анджеја Сапковског из 1997, шести део Саге о Вешцу.

## Заплет

### У Нилфгарду
Висогота из Корва, бивши професор етике на академијама у Оксенфурту (Темерија) и Кастел Гараупијану (Нилфгард) који живи као пустињак у Переплутској мочвари (у Нилфгарду осуђен на смрт, а затим протеран због атеизма и пацифизма), налази рањену Цири близу своје колибе и лечи је, бринући се за њу док не буде спремна да настави своје путовање. Током свог опоравка, Цири приповеда о догађајима последњих неколико месеци, у којима је била растављена од банде младих разбојника познатих као "Пацови" и заробљена од стране окрутног ловца на главе (и непобедивог мачеваоца) у служби Нилфгарда, Леа Бонхарта. Уморивши се од потуцања по друмовима, Цири - под именом "Фалка" - је напустила Пацове и покушала да се врати у Цинтру и затражи своје право по рођењу, раскринкавши двојницу коју Нилфгард (и цар Емхир вар Емрис) јавно признаје за Цирилу, наследницу Цинтре. Уместо тога, сазнавши да чувени Лео Бонхарт гони Пацове, она је одлучила да се врати и упозори своје пријатеље. Прекасно стиже у село и види Бонхарта како убија њене пријатеље, укључујући и њену љубавницу, Мистле. Цири покушава да се бори против Бонхарта, али он је превише јак за њу. Уместо да је убије како му је наложено (од стране царског мртвозорника Стефана Скелена, коме је цар наредио да је пронађе и доведе неповређену), Бонхарт намерава да на њој оствари профит, док истовремено настоји да сазна њен прави идентитет - као вештице и принцезе Цинтре - на који сумња. Одводи је арену богатог трговца по имену Хувенагел, у којој се животиње и чудовишта - а понекад и људи - боре на живот и смрт, праћени опкладама публике. Бонхарт натера Цири у борбу за живот у арени, у којој она показује своје вештине вештице и потврђује свој идентитет.

### У Прекоречју
У међувремену, вештац Гералт од Ривије наставља пут са својом дружином, у којој су његов пријатељ, бард Невен, стреличарка Милва (тражена као терористкиња због помагања Веверицама), Регис (травар, исцелитељ и виши вампир, који се одрекао пијења крви), и нилфгардски племић Кахир ап Келах (син царевог личног коморника, који је спасао Цири при паду Цинтре), с којим вештац има затегнут однос. Након што је примљен у војску краљице Меве у Ривији, Гералт и дружина су неко време уживали у новом херојском статусу, али, како Невен прича - у ономе што назива својим 'мемоарима' - ускоро су присиљени да дезертирају како би наставили потрагу за Цири. Они траже групу друида, за које верују да би могли да пруже информације о Цирином кретању. Током путовања, сазнају да је мистериозни полу-вилењак (који је раније ликвидирао Кодрингера и Фена) и банда криминалаца, на челу са разбојником по имену Славуј, ставио уцену на њихове главе. Удружујући се са бившим чланом ове банде, девојком по имену Ангулема (коју Гералт избавља из нилфгардске тамнице, обећавши нилфгардском гувернеру да ће у замену за њен живот ликвидирати Славујеву банду), Гералт одлучује да зароби неколико бандита и испита их о томе ко их је ангажовао - сумњајући да је то чаробњак Вилгефорц. Тражећи Славуја, они набасају на полу-вилењака, разбојника по имену Ширу, и покушавају да га на превару испитају, али избија борба, у којој је Кахир повређен, али га Гералт спасава и скрива у шуми: после тога, Гералт и Кахир се мире. На Регисову препоруку, Гералт се сусреће са вилењачким мудрацем познатим као Авалакх, док су остали (Милва, Невен, и Ангулема) отишли у Тусен (нилфгардску вазалну кнежевину) пратећи друиде. Авалакх објашњава Гералту историју ратова људи и вилењака: вилењаци су мудрији, дуговечнији и лепши, али људи се много брже множе, јер вилењаци после педесете не могу имати децу, осим са људима; тако је дошло до мешања људске и вилењачке (Древне) крви, између осталог и у краљевској породици Цинтре, чији је Цири једини потомак. Вилењак тврди да се Итлинино пророчанство о крају света (чији је Цири део, као мајка будућег Избавитеља света) још може остварити, ако Гералт не престане да тражи Цири. Гералт га одбија, и Авалакх му даје магичну визију, у којој види смрт својих пријатеља. Гералтова дружина брани друиде и ходочаснике од разбојника, али су грешком заробљени од стране друида (који су оживели дрвеће да их брани), који спаљују разбојнике у врбовом кавезу (који су друиди наменили за храну шумским животињама током зиме) за пример, пре него што их је Гералт могао испитати. Дружина је најзад ослобођена на јемство вампира Региса, који је пријатељ друида. Гералт губи свој вештерски медаљон (који изгори заједно са Славујем и Шируом), и одриче се позива вешца, јер више не може да остане неутралан, што је услов вештерског кодекса.

### На Северу
На далеком Северу, Сигисмунд Дајкстра путује у неутралну државу Ковир (бившу вазалну државу Редање која се одавно одвојила и прогласила сталну неутралност), познату по богатим рудницима и поморској трговини, у покушају да добије зајам за наоружање Редање у очекивању великог напада Нилфгарда. Естерад Тисен, краљ Ковира, одобрава тражена средства и још више, снабдева Редању великом најамничком војском, састављеном од политичких дисидената ослобођених из тамница; у томе га саветује краљица Зулејка, која је тајни агент Ложе (у замену за помоћ чаробница - да излечи јединца сина од разврата, коцке и порока).
На Скелишким острвима, Трис Мериголд, технички у служби Ложе, али приватно преиспитујући њене мотиве, тражи информације о Јенефер: сазнаје да је Јенефер преживела бекство из Ложе и да се склонила на Скелиге, добивши помоћ од јарла, Краха ап Кајтеа (са којим има романтичну прошлост, и који је и даље верни вазал Цирине породице), да пронађе Вилгефорца и избави Цири. Током бдења у храму богиње Фреје (иако атеисткиња, Јенефер долази у храм како би позајмила огромни брилијант са кипа богиње за свој димензиони портал), она има визију Рагнарока, краја света, и подстакнута је визијом богиње Фреје да изабере страну у борби добра и зла. Јенефер најзад сазнаје да се Вилгефорц телепортовао са Танеда у опасан део мора изван Скелига (Седин бездан, на исто место где је нестао брод са Паветом и Дунијем, Цириним родитељима, 13 година раније) и креће тамо, где читав њен брод нестаје у магијском вртлогу, заједно са читавом посадом. Пред одлазак, Јенефер моли помоћ за Гералта од Филипе Ејлхарт, али је ова одбија, пошто је циљ Ложе да Цири остане сама на свету, како би њоме лакше манипулисали.

### У Тусену
У Тусену, Невен је практично владар као љубавник кнегиње Ане Хенријете, док Гералт и дружина једва чекају пролеће и отапање снегова како би наставили пут. Гералт прекраћује време љубављу са чаробницом Фрингилом Виго, која је тајни агент Ложе, све док случајно (прислушкујући у подруму у који је сишао ловећи чудовишта) не открије заверу великаша Нилфгарда против цара Емхира, који су љути јер су њихове кћери (и супруге!) одбачени од Цара корист лажне Цири, за коју Гералт не зна да је двојница.

### У мочвари
У Висоготиној колиби, Цири закључује своју причу, укључујући причу о њеном бекству: Бонхарт стиже у село са Цири, где се састаје са Стефаном Скеленом - такође познатим као Шумска Сова - царским мртвозорником, задуженим за лоцирање Цири. Скелен је првобитно ангажовао Бонхарта да пронађе и убије Цири, противно царевом наређењу. Уз помоћ видовњакиње по имену Кена, Скеленова група сазнаје да их прати чаробњак Рјенс, Вилгефорцов помоћник. Скелен, Рјенс и Бонхарт желе Цири, свако за своје циљеве, а Рјенс користи чаробну направу која им омогућава да комуницирају са Вилгефорцом, који придобија Скелена на своју страну информацијама о завери против Цара. Пре него што постигну договор, Цири је ослобођена од царских лојалиста у Скеленовим редовима, а њене чаробне способности су обновљене - пригушене од њеног боравка у пустињи Корат - када Кена покушава да прочита њен ум. Користећи своје моћи, Цири успева да зграби свој мач, скочи на коња и побегне, али је Скелен рањава шурикеном у лице, дајући јој ожиљак који је носила када ју је Висогота нашао. Висогота затим открива да му је неки путујући сељак рекао да Скеленови агенти чекају у заседи у оближњим селима, а Цири напушта склониште старог филозофа, прво да би се осветила, а затим потражила митску Ластавичју Кулу.
За то време, Скеленова дружина се распада, пошто га напуштају преостали лојалисти (који одбијају да напусте Цара и пређу Вилгефорцу) које предводи Кена; Цири наводи преостале на залеђено језеро, а затим их напада у густој магли, летећи на старим клизаљкама Висоготине кћери: Рјенс гине, а остали пропадају у лед, док Цири бежи у димензиони портал Ластавичје куле. На другој страни налази свет насељен једнорозима, и Авалакха, који је нестрпљиво чека.

## Ликови
- Гералт од Ривије (пољ. Geralt z Rivii) познат и као Гвинблејд (Древни вилењачки говор: "Бели вук") и Касапин из Блавикена,[13] је главни јунак Саге о Вешцу. Вештац, који путује Континентом (углавном Северним краљевствима) и живи од лова на чудовишта, која муче целу земљу. Мутант, изложен мутагеним травама као дете (током процеса познатог као Кушња) обдарен натприродном снагом, брзином и оштрином чула (које појачава магичним еликсирима), дуговечношћу (имплицирано је да је старији од сто година, и не показује знаке старења) и основним познавањем магије, али је проклет стерилитетом, судбином свих мутаната. Опрезан, усамљен и ћутљив човек, ванбрачни син чаробнице која га се одрекла, одгајен на вештерској академији у Каер Морену, од старијег вешца по имену Визимир. Строго се придршава кодекса вештаца: не убија разумна бића и чува строгу неутралност у политичким сукобима.[14] Питер Апор тврди да он оличава неолиберални анти-политички дух пољске популарне културе из деведесетих.[15]

- Јенефер од Венгерберга (пољ. Yennefer z Vengerbergu) славна чаробница стара 94 године[10], са изгледом прелепе црнокосе девојке. Чланица Савета чаробњака, борила се код Содена на страни Едирна, где је ослепљена (али је излечена магијом). Поносна, независна и темпераментна жена, али дубоко заљубљена у Гералта; оптерећена немогућношћу да има децу, пошто се све полазнице школе магије у Аретузи стерилишу у детињству. У младости грбава, пореклом из полувилењачке породице.[10]

- Цирила Фиона Елен Ријанон (позната као Цири, од речи Зираел у Древном говору (што значи ластавица) пољ. Jaskolka, позната и као Лавић од Цинтре и Чедо Древне Крви, је принцеза Цинтре, кћи Павете и Дунија, и унука краљице Каланте. Усвојена кћи Гералта и Јенефер, потомак Ларе Дорен ап Шијадел, вилењачке чаробнице, и Крегана, људског чаробњака, носилац проречене Древне Крви, гена који јој даје моћ да путује кроз време и простор снагом магије.[8] Мршава плавокоса девојчица зелених очију, обучена у вештерским вештинама у Каер Морену, као и основама магије од Јенефер.
- Невен (енгл. Dandelion, пољ. Jaskier) правим именом гроф Јулијан, чувени песник, бард и Гералтов пријатељ. Неке од његових најславнијих балада описују љубав Гералта и Јенефер; прве две збирке приповедака представљене су у трећој књизи као песме које Невен пева слушаоцима под светим дрветом.[16] У време саге близу четрдесете, необично висок, младолик и привлачан, понекад га замењују за вилењака. Учесник већине Гералтових авантура.

## Географија
Иако званична мапа још не постоји, на основу описа из књига, измишљени "Континент" може се грубо поделити у три дела:
- северозападни део Континента заузимају Северна Краљевстава: Редања (северозападно), Кедвен (североисточно), Темерија, Махакам, Соден и Бруга (југозападно) и Едирн, Лирија и Ривија (југоисточно); уз западну обалу леже Цидарис и Скелишка острва; северно од Редање налазе се Ковир и Повис. Граница Северних краљевстава и Нилфгарда иде реком Јаругом (која се улива у море код Цинтре): северно од Јаруге су кнежевине Бруга и Верден (вазали Темерије), а јужно од реке су Доњи Соден и Цинтра, од скора под влашћу Нилфгарда, и царске провинције Ебинг (уз обалу) и Дол Ангра (у унутрашњости), као и вазална кнежевина Тусен.[18]
- југозападни део Континента (јужно од реке Јаруге) заузима царство Нилфгард, састављено од провинција, од којих се помињу: Дол Ангра, Тусен (јужно од Јаруге), Метина, Назаир, Ебинг, Виковаро (даље на југу).[18]
- источни део Континента, где се налазе пустиња Корат, Зериканија, Хакланд и Ватрене планине, углавном је непознат.